# 닐스 슈네데르
닐스 슈네데르(프랑스어: Niels Schneider, 프랑스어 발음: [nils ʃnedɛʁ], 1987년 6월 18일 ~ )는 프랑스계 캐나다인 배우이다. 뫼동에서 태어났으며, 9살 때 몬트리올로 이주했다. 영화 《다크 다이아몬드》를 통해 2017년 세자르 신인남우상을 수상했다.

## 출연 작품
- 아이 킬드 마이 마더 (2009)
- 하트비트 (2010)
- 하울링: 리본 (2011, The Howling: Reborn)
- 카오스 (2012, Désordres)
- 유 앤 더 나잇 (2013, Les Rencontres d'après minuit)
- 어떤 만남 (2014)
- 마담 보바리 (2014)
- Le Cœur régulier (2015)
- 폴리나 (2016, Polina, danser sa vie)
- 다크 다이아몬드 (2016, Diamant noir)
- 잠자는 미녀 (2016, Belle Dormant)
- 달리다 (2017)
- 나쁜 시 (2018, Rossz versek)
- 불가능한 사랑 (2018)
- 매일 살해당하는 여자 (2018, La Femme la plus assassinée du monde)
- 큐리오사 (2019)
- 시빌 (2019)
- 러브 어페어 : 우리가 말하는 것, 우리가 하는 것 (2020, Les Choses qu'on dit, les Choses qu'on fait)
- 쿠 드 샹스 (2023)